# Герц Михайло Михайлович
Михайло Михайлович Герц (народився 6 квітня 1952 — помер 10 серпня 2015) — український композитор, член літературного об'єднання «Рідне слово» (м. Мукачево). Створив понад 300 пісенних композицій, автор чотирьох пісенних збірок.

## Творчість
Перша збірка з творів композитора «Рідне місто» вийшла друком у 2006 році. Вона адресована в першу чергу дітям та юнацтву — шанувальникам сучасної української пісні.
Друга збірка пісень композитора «Різдвяна зіронька» вийшла друком у 2009.
Третя збірка «Золотопад» — плід співпраці композитора з поетесою Маріанною Салай-Пак — побачила світ у 2011.
Писав пісні на вірші закарпатських поетів, а також Оксани Максимишин-Корабель з Португалії, Романа Бойчука з Івано-Франківська, Наталії Хаммоуди з Тунісу, Тетяни Череп-Пероганич із Києва та багатьох інших поетів.

## Відзнаки
Неодноразовий лауреат мистецького фестивалю «Вечори над Латорицею», де якраз і почали звучати написані ним пісні.
Лауреат конкурсу «Подаруйте дітям пісню!», проведеного київською редакцією журналу «Музичний керівник»